# The Association of Joy
|  | Denne artikel er oprettet af botten PalnaBot ud fra en ekstern database. Den kan derfor have sproglige fejl eller mangler. Denne skabelon kan fjernes efter kontrol af indholdet. |

The Association of Joy er en kortfilm fra 2013 instrueret af Amanda Kernell efter manuskript af Amanda Kernell.

## Handling
Charlotte og hendes mand Mads lever et godt men ensomt overklasseliv uden børn. Et uddannelsesprojekt for thailandske piger bliver vejen ud af kedsomhed og ind i velgørenhedens glans for Charlotte, og teenageren Joy bliver flyttet fra Thailand til Danmark hvor hun installeres i overklasse villaen med pool. Men Joy er ikke interesseret i Charlottes omsorg eller uddannelsestilbud og gør det meget svært for Charlotte at være det gode menneske hun så inderligt gerne vil være.